# 15e cérémonie des Victoires de la musique
La 15e cérémonie des Victoires de la musique a eu lieu le 11 mars 2000 au Zénith de Paris et fut présentée par Michel Drucker.

## Palmarès
Les gagnants sont indiqués ci-dessous en tête de chaque catégorie et en caractères gras. 

### Artiste interprète masculin

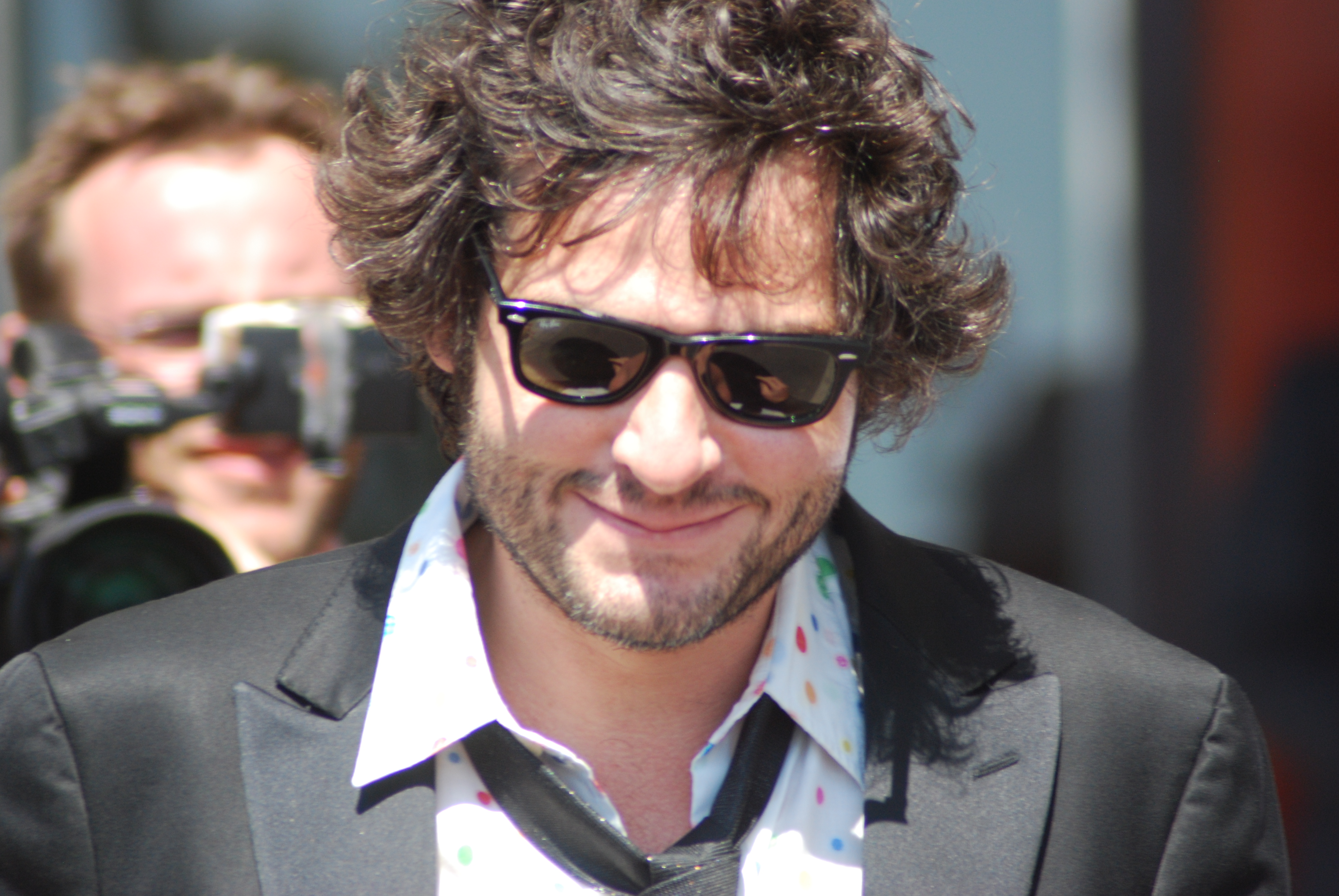
M, artiste masculin de l'année

- M
  - Francis Cabrel
  - Johnny Hallyday 
  - Pascal Obispo
  - Alain Souchon

### Artiste interprète féminine

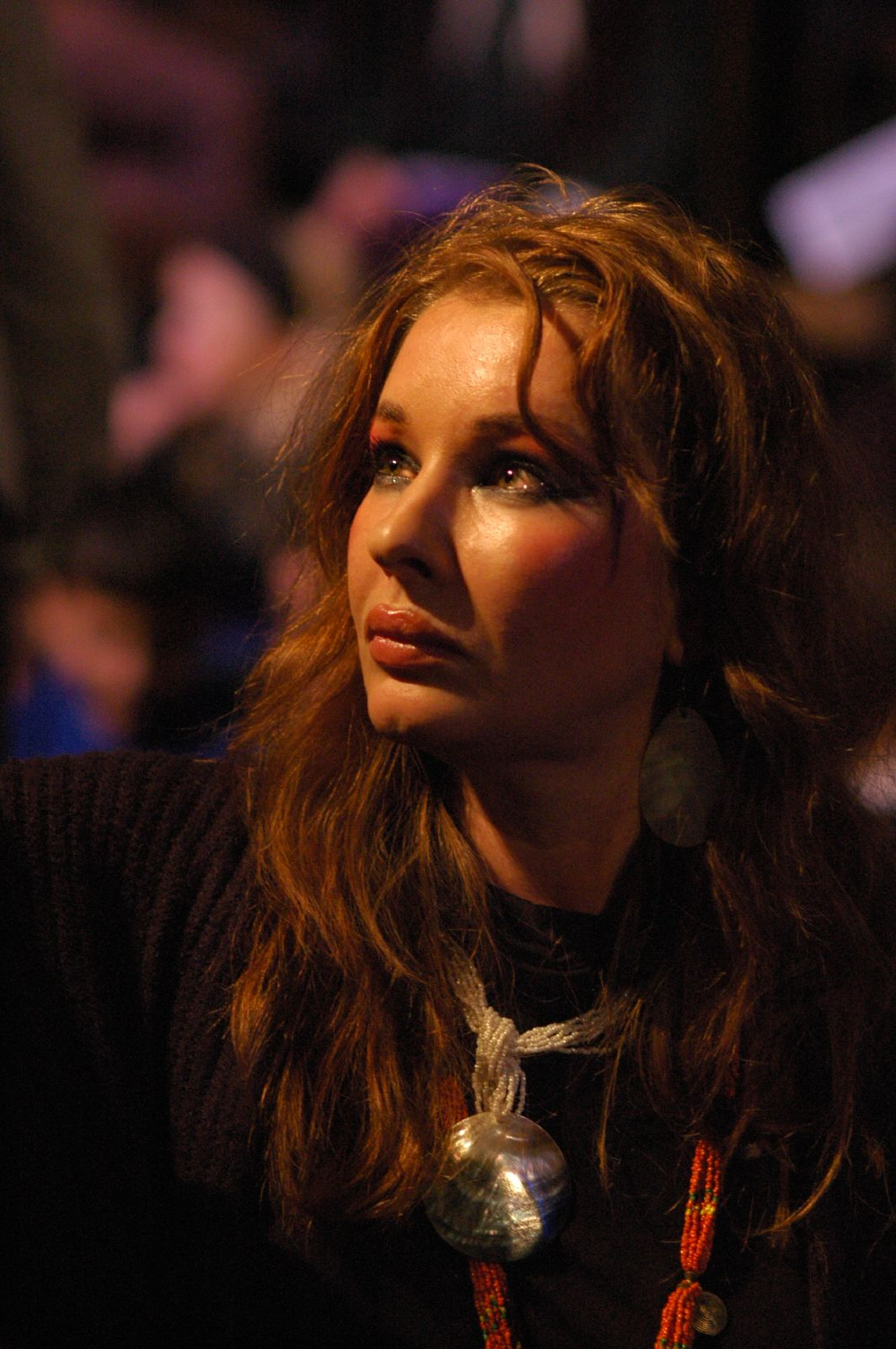
Natacha Atlas, artiste féminine de l'année

- Natacha Atlas[1]
  - Mylène Farmer
  - Patricia Kaas
  - Véronique Sanson
  - Hélène Segara

### Groupe ou Artiste Découverte

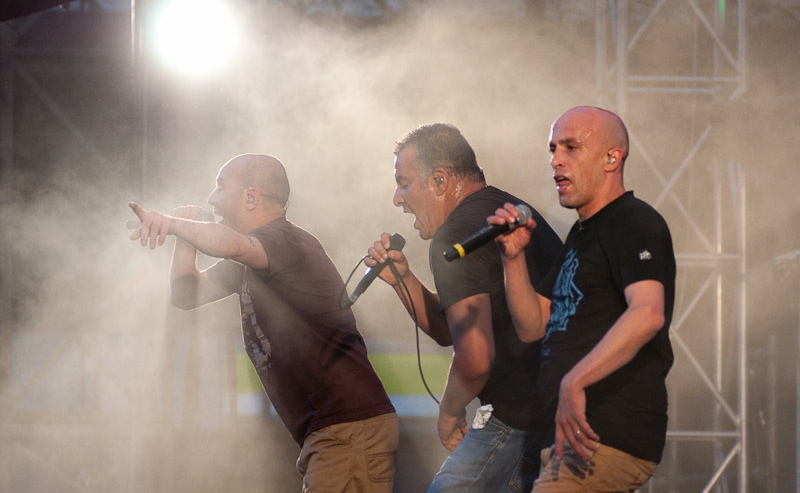
Zebda, groupe découverte de l'année

- Zebda
  - Manau
  - Matmatah
  - NTM
  - Tryo

### Groupe ou Artiste Révélation
- 113
  - Tina Arena
  - Lââm
  - Lynda Lemay
  - Paris Combo
  - Pink Martini

### Album Rock / Pop
- Sang pour sang - Johnny Hallyday
  - Au ras des pâquerettes - Alain Souchon
  - Hors-saison - Francis Cabrel
  - Je dis aime - M
  - Quatre - Thomas Fersen

### Album Rap/Reggae ou Groove
- Les Princes de la ville - 113
  - Fat Come Back - Alliance Ethnik
  - K.L.R. - Saïan Supa Crew
  - Liaisons dangereuses - Doc Gyneco
  - Résistances - Sinsemilia

### Album Nouvelles tendances
- Trabendo - Les Négresses vertes
  - Analog Worms Attack - Mr. Oizo
  - Cassius 99 - Cassius
  - Crime in the City - Kojak
  - You, My Baby and I - Alex Gopher

### Album de musiques traditionnelles et musiques du monde
- Café Atlantico - Cesária Évora
  - Gedida - Natacha Atlas
  - Hommage à Cheikh Raymond - Enrico Macias
  - Identités - Idir
  - Racines - Bisso Na Bisso

### Album original de musique de cinéma ou de télévision
- La Marche de l'empereur - Émilie Simon
  - Brice de Nice - Bruno Coulais
  - Le Courage d'aimer - Francis Lai
  - Ma vie en l'air - Sinclair

### Chanson originale
- Tomber la chemise - Zebda
  - Hors-saison - Francis Cabrel
  - Rive gauche - Alain Souchon
  - Sympathique (je ne veux pas travailler) - Pink Martini
  - Tu ne m'as pas laissé le temps - David Hallyday

### Compositeur de la bande originale de film
- Ma petite entreprise - Alain Bashung
  - Himalaya : L'Enfance d'un chef - Bruno Coulais
  - Astérix et Obélix contre César - Jean-Jacques Goldman et Roland Romanelli
  - Jeanne d'Arc - Éric Serra

### Spectacle musical / Tournée / Concert
- «M je dis aime» - M
  - Céline Dion
  - « Mylénium Tour » - Mylène Farmer
  - Johnny Hallyday
  - « Le Tour des anges » - Zazie

### Vidéo-clip
- Flat Beat - Mr. Oizo
  - Hors-saison - Francis Cabrel
  - J'te mentirais - Patrick Bruel
  - The Child - Alex Gopher
  - Tomber la chemise - Zebda